# Tomás Zurueta
Tomás Zurueta fue un militar argentino que ejerció como ministro de Marina durante la primera Presidencia de Hipólito Yrigoyen.

## Biografía
Comenzó su carrera egresando de la Escuela Naval en 1888, y al año siguiente asumió el mando del aviso Comodoro Py, que prestaba servicio en las cercanías de Ushuaia. Colaboró con el oficial Vicente Montes en la expedición que permitió descubrir oficialmente el Lago Fagnano, que ocupa en centro de la Isla Grande de Tierra del Fuego. El buque de su mando fue destruido al encallar contra la costa durante una tormenta, por lo que Zurueta regresó a Buenos Aires, donde quedó como tercero en el mando del Colegio Naval. Participó en la Revolución del Parque de 1890, lo que le costó la pérdida de un reciente ascenso y el retraso de su carrera naval.
Su carrera se vio opacada por la mancha en su historial hasta el inicio del siglo XX; si bien obtuvo ascensos, no logró mandos notables hasta el año 1903, en que asumió el mando de la División de Torpedos de la Armada. En 1902, al mando del Crucero ARA Patria, hizo una expedición a la Isla de los Estados, a reprimir un motín carcelario, y poco después hizo un viaje a Sudáfrica. En 1903 fue enviado a Italia, donde supervisó la construcción de los acorazados Rivadavia y Moreno. Dos años más tarde fue Jefe de Armamentos del Arsenal Naval de Buenos Aires. Ese mismo año formó parte de la comisión que determinaría el exacto curso del río Pilcomayo, que sirve de límites entre la Argentina y el Paraguay.
En 1906 fue vicedirector del Colegio Naval y tres años más tarde Jefe de la Comisión Hidrográfica del Río de la Plata. Fue posteriormente Jefe del Consejo de Guerra para oficiales de la Armada, llegando finalmente a Director del Colegio Naval. En 1918 fue ascendido al grado de contraalmirante.
Al asumir su Presidencia en 1916, Hipólito Yrigoyen no tenía hombres de confianza en la Armada Argentina; por otro lado, esperaba poder utilizar el Ministerio de Marina como coordinador de una política de promoción de una Marina Mercante nacional. Por ello nombró para el cargo de ministro del área a un civil, Federico Álvarez de Toledo. Pero éste fue muy resistido en la Armada, y por otro lado no logró avances importantes en la planeada marina mercante, por lo cual terminó por renunciar en febrero de 1919.
Yrigoyen se negó a cubrir ese cargo, que quedó bajo la responsabilidad conjunta del ministro de guerra, Julio Moreno y de funcionarios menores. Por fin, en febrero de 1921, nombró ministro al más prestigioso de los marinos que hubieran manifestado alguna vez lealtad a la Unión Cívica Radical: el contraalmirante Zurueta, que había participado en la Revolución del Parque.
Una de sus medidas más recordadas fue la creación, por un decreto presidencial del 29 de octubre de 1921, que lleva también su firma, de la Escuela de Aviación Naval y de la Base Aeronaval de Puerto Militar, en el actual Puerto Belgrano. Ese decreto le valdría ser designado, junto con Marcos Zar, "Fundadores de la Aviación Naval".
Volvió a ejercer como ministro durante la segunda presidencia de Yrigoyen, entre 1928 y su derrocamiento en 1930. Falleció en Buenos Aires en 1931.